# Gridiron West Women's League 2019-2020
La Gridiron West Women's League 2019-2020 è la 3ª edizione del campionato di football americano di primo livello, organizzato dalla Gridiron West.

## Squadre partecipanti
| Club                  | Città      | Stadio | Sponsor ufficiale | Risultato nella stagione 2018 |
| --------------------- | ---------- | ------ | ----------------- | ----------------------------- |
| Curtin Saints         | Bentley    |        |                   |                               |
| Perth Blitz           | Murdoch    |        |                   |                               |
| Perth Broncos         | Noranda    |        |                   |                               |
| Rockingham Vipers     | Rockingham |        |                   |                               |
| Swan City Titans      | Stratton   |        |                   |                               |
| West Coast Wolverines | Craigie    |        |                   |                               |

## Stagione regolare

### Calendario

#### 1ª giornata
| Manning 5 ottobre 2019, ore 14:00 | Perth Blitz | 8 – 0 | Perth Broncos | James Miller Oval |

| Bentley 5 ottobre 2019, ore 16:00 | Curtin Saints | 0 – 20 | Rockingham Vipers | Curtin University Edinburgh Oval |

#### 2ª giornata
| Manning 12 ottobre 2019, ore 16:00 | Perth Blitz | 30 – 14 | Curtin Saints | James Miller Oval |

| Stratton 12 ottobre 2019, ore 16:00 | Swan City Titans | 0 – 22 | Perth Broncos | Farrall Oval |

| Port Kennedy 12 ottobre 2019, ore 17:00 | Rockingham Vipers | 7 – 0 | West Coast Wolverines | Lark Hill Sports Complex |

#### 3ª giornata
| Bentley 19 ottobre 2019, ore 16:00 | Curtin Saints | 40 – 0 | Swan City Titans | Curtin University Edinburgh Oval |

| Craigie 19 ottobre 2019, ore 17:00 | West Coast Wolverines | 0 – 52 (0-16 0-22 0-14 0-0) | Perth Blitz | Warrandyte Park |

#### 4ª giornata
| Noranda 26 ottobre 2019, ore 16:00 | Perth Broncos | 12 – 0 | Curtin Saints | Lightning Park |

| Stratton 26 ottobre 2019, ore 17:30 | Swan City Titans | 16 – 6 | West Coast Wolverines | Farrall Oval |

#### 5ª giornata
| Noranda 2 novembre 2019, ore 16:00 | Perth Broncos | 6 – 24 (0-6 6-6 0-6 0-6) | Perth Blitz | Lightning Park |

| Port Kennedy 2 novembre 2019, ore 17:00 | Rockingham Vipers | 20 – 8 | Curtin Saints | Lark Hill Sports Complex |

#### 6ª giornata
| Port Kennedy 9 novembre 2019, ore 15:00 | Rockingham Vipers | 38 – 6 | Swan City Titans | Lark Hill Sports Complex |

| Bentley 9 novembre 2019, ore 16:00 | Curtin Saints | 34 – 0 | West Coast Wolverines | Curtin University Edinburgh Oval |

#### 7ª giornata
| Manning 16 novembre 2019, ore 14:30 | Perth Blitz | 36 – 0 | Swan City Titans | James Miller Oval |

| Port Kennedy 16 novembre 2019, ore 17:00 | Rockingham Vipers | 20 – 6 | Perth Broncos | Lark Hill Sports Complex |

#### 8ª giornata
| Noranda 23 novembre 2019, ore 16:00 | Perth Broncos | 0 – 22 | West Coast Wolverines | Lightning Park |

| Port Kennedy 23 novembre 2019, ore 17:00 | Rockingham Vipers | 12 – 36 | Perth Blitz | Lark Hill Sports Complex |

#### 9ª giornata
| Stratton 29 novembre 2019, ore 19:00 | Perth Broncos | 22 – 0 | Swan City Titans | Farrall Oval |

| Bentley 30 novembre 2019, ore 16:00 | Curtin Saints | 6 – 36 | Perth Blitz | Curtin University Edinburgh Oval |

| Craigie 30 novembre 2019, ore 17:00 | West Coast Wolverines | 0 – 42 | Rockingham Vipers | Warrandyte Park |

#### 10ª giornata
| Manning 7 dicembre 2019, ore 14:30 | Perth Blitz | 7 – 0 | West Coast Wolverines | James Miller Oval |

| Stratton 7 dicembre 2019, ore 16:00 | Swan City Titans | 0 – 42 | Curtin Saints | Farrall Oval |

#### 11ª giornata
| Bentley 14 dicembre 2019, ore 16:00 | Curtin Saints | 0 – 0 | Perth Broncos | Curtin University Edinburgh Oval |

| Craigie 15 dicembre 2019, ore 17:00 | West Coast Wolverines | 22 – 8 | Swan City Titans | Warrandyte Park |

#### 12ª giornata
| Manning 21 dicembre 2019, ore 14:30 | Perth Blitz | 22 – 20 | Rockingham Vipers | James Miller Oval |

| Craigie 21 dicembre 2019, ore 17:00 | West Coast Wolverines | 16 – 0 | Perth Broncos | Warrandyte Park |

#### 13ª giornata
| Port Kennedy 10 gennaio 2019, ore 18:30 | Rockingham Vipers | 44 – 6 | Swan City Titans | Lark Hill Sports Complex |

| Craigie 11 gennaio 2020, ore 17:00 | West Coast Wolverines | 0 – 28 | Curtin Saints | Warrandyte Park |

#### 14ª giornata
| Stratton 18 gennaio 2020, ore 16:00 | Swan City Titans | 0 – 46 | Perth Blitz | Farrall Oval |

| Noranda 18 gennaio 2020, ore 18:00 | Perth Broncos | 6 – 44 | Rockingham Vipers | Lightning Park |

### Classifica
La classifica della regular season è la seguente:
- PCT = percentuale di vittorie, G = partite giocate, V = partite vinte,  P = partite perse, PF = punti fatti, PS = punti subiti

| Pos. | Squadra               | PCT   | G  | V  | N | P | PF  | PS  |
| ---- | --------------------- | ----- | -- | -- | - | - | --- | --- |
| 1    | Perth Blitz           | 1.000 | 10 | 10 | 0 | 0 | 297 | 58  |
| 2    | Rockingham Vipers     | .800  | 10 | 8  | 0 | 2 | 249 | 84  |
| 3    | Perth Broncos         | .550  | 10 | 5  | 1 | 4 | 116 | 78  |
| 4    | Curtin Saints         | .450  | 10 | 4  | 1 | 5 | 172 | 118 |
| 5    | Swan City Titans      | .100  | 10 | 1  | 0 | 9 | 36  | 332 |
| 6    | West Coast Wolverines | .100  | 10 | 1  | 0 | 9 | 32  | 232 |

## Playoff

### Tabellone
|  | Semifinali | Semifinali        | Semifinali |                   |   | III West Bowl | III West Bowl | III West Bowl |  |
|  |            |                   |            |                   |   |               |               |               |  |
|  | 1          | Perth Blitz       | 18         |                   |   |               |               |               |  |
|  | 1          | Perth Blitz       | 18         |                   |   |               |               |               |  |
|  | 4          | Curtin Saints     | 8          |                   |   |               |               |               |  |
|  | 4          | Curtin Saints     | 8          |                   | 1 | Perth Blitz   | 26            |               |  |
|  |            |                   |            |                   | 1 | Perth Blitz   | 26            |               |  |
|  |            |                   | 2          | Rockingham Vipers | 8 |               |               |               |  |
|  | 2          | Rockingham Vipers | 2          | Rockingham Vipers | 8 | 12            |               |               |  |
|  | 2          | Rockingham Vipers |            |                   |   |               |               |               |  |
|  | 3          | Perth Broncos     | 8          |                   |   |               |               |               |  |

### Semifinali
| Città di Vincent 1º febbraio 2020, ore 14:00 | Perth Blitz | 18 – 8 | Curtin Saints | Dorrien Gardens |

| Città di Vincent 1º febbraio 2020, ore 15:30 | Rockingham Vipers | 12 – 8 | Perth Broncos | Dorrien Gardens |

### III West Bowl
| Città di Vincent 8 febbraio 2020, ore 16:00 | Perth Blitz | 26 – 8 | Rockingham Vipers | Dorrien Gardens |

## Verdetti
- Perth Blitz Vincitrici del West Bowl 2019-2020